# Instituto Courant de Ciencias Matemáticas
El Instituto Courant de Ciencias Matemáticas (en inglés: Courant Institute of Mathematical Sciences), es una división independiente de la Universidad de Nueva York (NYU) en la Facultad de Artes y Ciencias que sirve como un centro de investigación y formación avanzada en ciencias de la computación y matemáticas, lleva el nombre de Richard Courant, uno de los fundadores del Instituto Courant y también profesor de matemáticas en la Universidad de Nueva York desde 1936 hasta 1972.
El Instituto es considerado una de las escuelas más prestigiosas y avanzadas en investigación en ciencias matemáticas del mundo. También es conocido por su extensa investigación en áreas como las ecuaciones en derivadas parciales, probabilidad y geometría, así como por sus contribuciones en áreas interdisciplinarias, como la biología computacional y neurociencia computacional. El instituto es consistentemente clasificado como el mejor centro de investigación en matemáticas aplicadas en los Estados Unidos.
El Departamento de Matemáticas del Instituto Courant cuenta con 18 miembros de la Academia Nacional de Ciencias (más que cualquier otro departamento de matemáticas en los EE. UU.) y cinco miembros de la Academia Nacional de Ingeniería (EE. UU.). Cuatro miembros del instituto han recibido la Medalla Nacional de Ciencias (EE. UU.), uno de ellos fue honrado con el prestigioso Premio Kioto, y nueve han recibido premios de la Fundación Nacional para la Ciencia (EE. UU.).